# Wilsberg: Unter Anklage
Unter Anklage ist die 21. Folge der Fernsehfilmreihe Wilsberg. Die Erstausstrahlung erfolgte am 27. Mai 2007 beim ZDF. Regie führte Martin Gies, das Drehbuch wurde von Timo Berndt geschrieben.

## Handlung
Alex Holtkamp, Georg Wilsbergs Patentochter, beginnt den Abschnitt ihres Referendariats in der Rechtsanwaltskanzlei Hoppenheit & Partner, in der Wilsberg ebenfalls tätig war, bevor er seine Zulassung als Anwalt verlor. Wilsberg besucht Alex in der Kanzlei, um ihr zu ihrem „Berufsstart“ zu gratulieren. Dabei lernt er Maike und Ulrike, zwei Studienfreundinnen von Alex, kennen. Alex bittet Wilsberg, Maike Nachhilfe zu geben, damit auch sie ihr Jurastudium beenden kann. Wilsberg lehnt dies jedoch ab. Nachdem die Freundinnen gemeinsam mit Sekt auf Alex angestoßen haben, fährt Maike abends mit Ulrike nach Hause. Auf dem Heimweg kommt es zu einem Autounfall. Als die Polizei eintrifft, wahrt Wilsberg Maikes Berufschancen als spätere Anwältin, indem er behauptet, der Fahrer des Unfallwagens zu sein. Anschließend fährt Wilsberg die alkoholisierte Maike in ihrem beschädigten Auto nach Hause. Maike lädt ihn zu sich in die Wohnung ein, wo sie nur noch in Unterwäsche bekleidet eine weitere Flasche Sekt öffnen will und Wilsberg Avancen macht. Er lehnt ihr eindeutiges Angebot ab und macht sich seinerseits auf den Heimweg. Als er draußen an der Haustür steht, fliegt die geöffnete Sektflasche haarscharf an seinem Kopf vorbei.
Am nächsten Tag wird Wilsberg von Michael Bach, einem Beamten für Sexualdelikte der Kripo Münster, in seinem Antiquariat aufgesucht. Dieser konfrontiert den Antiquar mit Maikes Vorwürfen, er habe sie in der vergangenen Nacht vergewaltigt. Weiterhin sagt sie aus, Wilsberg habe schon mit ihrer Mutter Marlis ein sexuelles Verhältnis gehabt. Die Vorwürfe der Vergewaltigung weist Wilsberg vehement von sich. Sein Verhältnis zu Marlis Ossiger bestätigt Wilsberg indes seinen Freunden Alex und Ekki gegenüber. Marlis hatte sich für Wilsberg von ihrem Ehemann Christian Lehmann scheiden lassen. Wilsberg habe sich vor 20 Jahren als juristischer Vertreter von Marlis Ossiger dafür eingesetzt, dass sie das Sorgerecht für Maike zugesprochen bekommt. Als Marlis jedoch in finanzielle Nöte geriet, sei Maike zu ihrem Vater Christian gezogen, der ihr als reicher Geschäftsmann in der Computerbranche ein angenehmeres Umfeld bieten konnte.
Nach Maikes belastenden Vorwürfen bricht Wilsberg in ihre Wohnung ein, um Beweise für seine Unschuld zu finden. Dabei stößt er auf eine umfangreiche Sammlung von Notizen über und Fotos von ihm, die Maike angefertigt hat. Kurz darauf entgeht Wilsberg nur knapp einem Anschlag, als jemand versucht, ihn mit Christian Lehmanns Wagen zu überfahren.
Benjamin Cappenberg, ein Ex-Freund von Maike, der ein ehemaliger Angestellter von ihrem Vater ist, berichtet Wilsberg, Maike habe sich von ihm getrennt, wollte dabei jedoch sichergehen, dass er vollständig aus ihrem Leben verschwindet. Dazu habe sie ihrem Vater Fotos von einem fingierten Seitensprung vorgelegt, den sie mit Hilfe ihrer Freundin Ulrike eingefädelt hatte. Diese Bilder führten letztlich nicht nur zu seiner Kündigung, sondern zugleich zu einer Diskreditierung in seiner Branche, weswegen er nur im Ausland einen Neuanfang anstreben kann. Er legt Wilsberg die belastenden Fotos vor, aus denen sich der Privatermittler für seine eigenen Ermittlungen bedient.
Ulrike tritt bei der Polizei als Zeugin auf, die Maikes Aussage stützt und Wilsberg schwer belastet. Daraufhin wird gegen Wilsberg ein Haftbefehl erlassen. Wilsberg bekommt das während eines Aufenthaltes bei der Polizei mit und flieht in den Raum seiner Bekannten Kommissarin Springer, anschließend gelingt ihm die Flucht. Vor seinem Antiquariat wird Wilsberg von Christian Lehmann abgefangen. Noch bevor sich die beiden aussprechen können, erscheint der Polizist Bach mit gezogener Waffe und tötet Christian Lehmann. Dieser bricht hinter seinem Wagen zusammen und in seiner Hand wird ein Revolver gefunden.
Es gelingt Wilsberg, Ulrike davon zu überzeugen, dass sie von Maike manipuliert wurde, und sie ihre Aussage bei der Polizei als Falschaussage zurückzieht. Als Wilsberg erfährt, dass Christian Lehmann sein gesamtes Vermögen in Höhe von elf Millionen Euro in einer Stiftung festlegen wollte, findet er ein Motiv für die Geschehnisse der vergangenen Tage. Weil Maike befürchtete, sie würde als alleinige Erbin nicht an die Millionen ihres Vaters kommen, sobald sie in die Stiftung eingezahlt worden sind, musste sie ebendiese Einzahlung verhindern. Dazu manipulierte sie Michael Bach, der nach seiner Scheidung Privatinsolvenz einreichen musste. Er erschoss Christian Lehmann in Maikes Auftrag und legte die Waffe von Christian Lehmann, die er von Maike erhalten hatte, in die Hand des Toten, damit es wie Notwehr aussieht.
Mit diesem Wissen wird Ulrike von Wilsberg gebeten, eine Falle für Maike und Michael zu stellen. Er lässt sie bei Maike anrufen, um ihr mitzuteilen, sie wisse von ihrem falschen Spiel und verlange 100.000 Euro Schweigegeld, andernfalls würde sie die beiden bei der Polizei auffliegen lassen. Sie vereinbart eine Geldübergabe in einer abgelegenen Scheune, zu der sie gemeinsam mit Wilsberg fährt. Vor Ort muss Wilsberg jedoch feststellen, dass er in seiner Ansicht bestätigt wurde, wonach auch Ulrike ein doppeltes Spiel spielt. Er findet sich in der Gewalt der drei wieder, die gemeinsame Sache machen und mit Wilsberg den einzigen Zeugen töten wollen, der sie überführen kann. Im letzten Augenblick erscheint Kommissarin Springer mit Overbeck, um Maike, Ulrike und Michael festzunehmen und Wilsberg zu befreien.
Daraufhin machen sich Ekki und Alex gemeinsam mit Wilsberg auf den Weg zu einer Überraschungsparty zum 50. Geburtstag von Wilsberg, von der er bereits erfahren hat.

## Hintergrund
Die Dreharbeiten zu der Folge Unter Anklage begannen am 5. Oktober 2006, endeten am 7. Dezember 2006, fanden in Münster und Köln statt und erfolgten parallel zur Episode Die Wiedertäufer.
In Münster wurde am Antiquariat Solder in der Frauenstraße gedreht, wo im Film das Antiquariat Wilsberg zu finden ist. Weitere Szenen entstanden an der Weseler Straße auf Höhe des Aasees sowie an einer Tankstelle an der Ecke zum Inselbogen gegenüber der Sparkasse Münsterland Ost. Weiterhin wurde vor der Diözesanbibliothek gedreht. Die Szenen, die die Stallungen zeigen, in denen Ulrike bei ihrem Pferd zu sehen ist, wurden mit Haus Kump, dem ältesten erhaltenen bäuerlichen Gebäude in Münster, als Kulisse gedreht.
Am 16. Juni 2008 wurde die Folge zusammen mit der 22. Folge Filmriss von Polarfilm auf DVD mit FSK-12-Freigabe veröffentlicht. Die DVD enthält neben den beiden Hauptfilmen als Bonusmaterial ein Making-of sowie ein Porträt über die Stadt Münster.
Jürgen Kehrer ist in einem Cameo-Auftritt als einer der Gäste bei der von Ekki zu Wilsbergs Geburtstag organisierten Überraschungsparty zu sehen. Tom Barcal war bereits in der vorherigen Folge Miss-Wahl zu sehen, übernahm dort aber eine andere Rolle.
Der Running Gag Bielefeld verweist in dieser Folge auf Manni Höch, Wilsbergs Schulfreund, der in den ersten vierzehn Folgen der Serie zu sehen war, bevor er nach Bielefeld versetzt wurde. Diesen möchte Ekki zu Wilsbergs Überraschungsparty einladen. Er fragt Alex: „Und wer ist Manni?“, die ihm antwortet: „Ein Freund aus Bielefeld.“ (Minute 17:32)

## Rezeption

### Einschaltquoten
4,22 Millionen Zuschauer sahen die Folge Unter Anklage bei ihrer Erstausstrahlung im ZDF. Beim jungen Publikum erreichte die Folge 8,0 % Marktanteil.

### Kritik
Nach Urteil des Lexikon des internationalen Films sei Unter Anklage ein „gemächlicher (Fernsehserien-)Krimi, in dem eine intrigante junge Frau dem Protagonisten ihr Verwirrspiel aufzwingt“. Die Redaktion von TV Spielfilm ist der Meinung, in der Folge Unter Anklage werde ein „verzwickter Fall“ präsentiert, der „immer wieder verblüfft“ und für ein „locker-lässiges Krimivergnügen“ sorge. Jürgen Overkott von Der Westen lobt den Hauptdarsteller Lansink, weiterhin gebühre aber auch dem „sichtbar gut eingespielten Ensemble“ ein entsprechendes Lob. Insbesondere Rita Russek „als erfahrene, resolute Kommissarin Springer läuft zu großer Form auf“. Aber auch Nebendarstellerin Lale Yavaş „erweist sich als Glücksgriff“, deren Darstellung „zwischen kleinem Mädchen und Femme fatale“ pendelt, und der dabei kein ethnisches Klischee auferlegt wurde.
Prisma urteilt, nach Die Wiedertäufer sei Regisseur Martin Gies erneut eine Folge gelungen, die „solide inszeniert“ sei. Allerdings räumt Prisma ein, sei die Folge „zu behäbig und wenig überraschend“, so „dass »Wilsberg« nach über zehn Jahren TV-Präsenz seine besten Zeiten wohl hinter sich“ habe, da „den Autoren der Reihe die Ideen auszugehen“ scheine. Prisma vergab im Fazit einen von fünf möglichen Sternen.